# Lobulia stellaris
Espèce
Lobulia stellaris est une espèce de sauriens de la famille des Scincidae.

## Répartition
Cette espèce est endémique de Papouasie-Nouvelle-Guinée.

## Étymologie
Cette espèce est nommée en référence à la distribution de ce saurien que l'on retrouve à haute altitude, près des étoiles, et sa présence dans les Star mountains, stellaris venant du latin stellaris, stellaire, des étoiles.

## Publication originale
- Greer, Allison & Cogger, 2005 : Four new species of Lobulia (Lacertilia: Scincidae) from high altitude in New Guinea. Herpetological Monographs, vol. 19, p. 153-179.